# Jake Froese
Pour les articles homonymes, voir Froese.
Jake Froese, né le 21 septembre 1925 à Winkler et mort le 16 janvier 2013 à Niagara-on-the-Lake, est un fruiticulteur et homme politique canadien de l'Ontario. Il est député fédéral libéral de la circonscription ontarienne de Niagara Falls de 1979 à 1980,.

## Biographie
Avant son élection, Froese siège au conseil municipal de Niagara-on-the-Lake à titre de conseiller municipal à partir de 1968 et comme lord-maire de 1973 à 1978.
Élu en simultanément à l'élection du gouvernement minoritaire progressiste-conservateur en 1979, son mandat, tout comme celui du gouvernement est de courte durée, en raison de sa défaite en 1980.
Son fils, Tom (en), sert comme député provincial de St. Catharines—Brock (en) de 1995 à 1999.

## Archives
Le fonds d'archives Jake Froese de la Bibliothèque et Archives Canada est disponible sous le numéro R5288.